# 1980 en photographie
| Années de la photographie : 1977 - 1978 - 1979 - 1980 - 1981 - 1982 - 1983    |
| Décennies de la photographie : 1950 - 1960 - 1970 - 1980 - 1990 - 2000 - 2010 |

Cet article présente les faits marquants de l'année 1980 en photographie.

## Événements
- Ouverture à Paris, rue Maître-Albert dans le 5e arrondissement, du Studio 666, galerie consacrée à la photographie contemporaine, fondée par le photographe Carol-Marc Lavrillier ; elle permet, jusqu'à sa fermeture en 1990, de faire découvrir le travail de nombreux photographes.
- Création à Lyon, rue Dumenge, de la Galerie Vrais Rêves, spécialisée dans la photographie contemporaine.
- Création à Tallinn en Estonie du Musée de la photographie de Raevangla (en estonien : Raevangla fotomuuseum), composante du Musée municipal de Tallinn.
- Fernand Michaud est nommé photographe attaché au Festival d'Avignon[1].
- L'éditeur américain Nielsen Company lance à New York Photo District News (PDN), publication mensuelle pour les photographes professionnels.

## Photographies notables
- Le photographe américain Robert Mapplethorpe rencontre Lisa Lyon, culturiste et prend d'elle de 1980 à 1983 plus de 150 photographies qui aboutiront à un livre publié en 1983.
- novembre : la sonde spatiale américaine Voyager 1 survole la planète Saturne et ses lunes et prend les premières phototographies en haute résolution de la planète, de ses anneaux et de ses lunes[2].

## Livres de photographies
- Martine Franck, Le Temps de vieillir, Paris, Filipacchi, Denoël (coll. « Journal d'un voyage »), 95 p.
- Irina Ionesco, Cent onze photographies érotiques, Nyons, R. Borderie, coll. « Images obliques » no  6, 111 p.  (ISBN 2-86380-011-6).
- Willy Ronis, Sur le fil du hasard, Paris, Contrejour, 159 p. (ISBN 2-85949-033-7).
- Les Russes vus par Vladimir Sichov, préface de Roger Thérond, textes d'Eugène Silianoff, Paris, U.E.M., 181 p.  (ISBN 2-85018-403-9) ; ouvrage publié à l'initiative de Paris Match.
- Garry Winogrand, Stock photographs : the Fort Worth fat stock show and rodeo, Austin, University of Texas Press, 117 p.

## Études, essais, articles
- Roland Barthes, La chambre claire. Note sur la photographie, Paris, Gallimard (collection : Cahiers du cinéma)  (ISBN 2-0702-0541-X)[3],[4].

- (en) Janet Malcolm, Diana & Nikon: Essays on the Aesthetic of Photography, Boston, D. R. Godine, 165 p. (ISBN 978-0-87923-273-3)

## Films sur la photographie
- Jean Eustache, Les Photos d'Alix, court-métrage consacré à la photographe Alix Cléo Roubaud[5].

## Expositions
- 1er - 31 janvier : Janine Niépce, Galerie municipale du Château d'eau, Toulouse.
- 29 février - 7 avril : Boubat par Boubat, exposition rétrospective consacrée à Édouard Boubat, Musée d'art moderne, Paris [6].
- 19 mars - 12 mai : Photographie expérimentale allemande 1918-1940, Centre Georges-Pompidou, Paris[7],[8].
- 9 avril - 7 juin : Garry Winogrand, Bibliothèque nationale, Paris.
- 5 juillet - 17 août : Charles Nègre : photographe 1820-1880, Musée Réattu, Arles[9]

puis 25 novembre 1980 - 19 janvier 1981 : Musée du Luxembourg, Paris.
- 18 septembre - 23 novembre : Regards sur la photographie en France au XIXe siècle : 180 chefs-d'oeuvre du département des estampes et de la photographie de la Bibliothèque nationale, Petit Palais, Paris[10].

puis 18 décembre - 15 février 1981 : Metropolitan Museum of Art (MoMA), New York.
- 25 septembre - 9 novembre : Eye for elegance, George Hoyningen-Huene, International Center of Photography (ICP), New York[11].
- 21 octobre - 15 novembre : Gina Lollobrigida photographe, Musée Carnavalet, Paris[12].
- novembre - dans le cadre du premier Mois de la photo à Paris : exposition consacrée à Louis Ducos du Hauron, Galerie des rencontres d'Olympus[13].
- 1er - 30 novembre : Gladys. Lieux de mémoire, Galerie du Château d'eau, Toulouse.
- 6 novembre - 31 décembre : Hommage de Julia Margaret Cameron à Victor Hugo, Maison de Victor Hugo, Paris[14].
- 6 novembre - 4 janvier 1981 : Mirrors and windows : la photographie américaine depuis 1960, Musée d'art moderne, Paris[15]..
- 12 novembre - 11 janvier 1981 : Henri Cartier-Bresson, Musée d'art moderne de la Ville de Paris[16].
- 21 novembre - 31 janvier 1981 : Charles Marville photographe de Paris de 1851 à 1879, Bibliothèque historique de la ville de Paris.
- 22 novembre - 4 janvier 1981 : Ils se disent peintres ils se disent photographes, Musée d'art moderne de la Ville de Paris, commissaire d'exposition Michel Nuridsany[17].
- Lewis Hine, Galerie La Remise du Parc, Paris[18].

## Festivals et congrès photographiques
- 29 juin - 8 août : 11es Rencontres de la photographie d'Arles[19],[20].
- novembre : premier Mois de la photo, biennale à Paris organisée par la mairie de Paris et l’association Paris-Audiovisuel, qui propose de nombreuses expositions dans différents lieux publics et privés de Paris[21].
- Congrès de la Fédération photographique de France à Rennes.

## Prix et récompenses
- Grand Prix national de la photographie : Gisèle Freund
- Prix Niépce : Gilles Kervella.
- Prix Nadar : Jules, Louis et Henri Séeberger, La France 1900 vue par les frères Seeberger, Paris, Belfond.
- Prix Oskar-Barnack : Floris Bergkamp.
- Prix Kodak de la critique photographique : 1er prix : Pierre Bérenger ; 2e prix ex æquo : Tom Drahos, William Betsch et Many Souffan.
- Création du Grand prix Paris Match du photojournalisme par Roger Thérond et Jean-Luc Monterosso. Premier lauréat : Arnaud de Wildenberg pour son reportage sur la famine en Ouganda.
- Médaille David-Octavius-Hill : non décernée.
- Prix Erich-Salomon : magazine Geo.
- Prix culturel de la Société allemande de photographie : Ludwig Bertele et J. A. Schmoll.
- Prix Robert Capa Gold Medal : Steve McCurry, Time, pour sa couverture de la guerre d'Afghanistan.
- Prix Ansel-Adams : non attribué.
- Prix Pulitzer :
  - Prix Pulitzer de la photographie d'article de fond : un photographe anonyme du journal iranien Ettela'at pour la photographie d'un peloton d'éxécution en Iran fusillant des condamnés ; le nom du photographe, Jahangir Razmi (en), a été révélée par le Wall Street Journal en 2006[22],[23].
  - Pulitzer Prize for Spot News Photography : Erwin H. Hagler, du Dallas Times Herald, pour une série de photographies sur les cow-boys dans l'ouest américain.
- Création du Prix W. Eugene Smith. Premier lauréat : Jane Evelyn Atwood.
- Prix de la Société de photographie du Japon / prix annuel : Jun Morinaga, Haruo Tomiyama / espoirs : Tadashi Shimada.
- Prix Kimura Ihei : Tsuneo Enari.
- World Press photo de  l'année : David Burnett pour sa photographie prise en novembre 1979 d'une femme berçant son enfant dans un camp de réfugiés près de la frontière entre la Thaïlande et le Cambodge[24].
- Création du Prix international de la Fondation Hasselblad. Premier lauréat : Lennart Nilsson.

## Naissances
- 1er janvier : Virginie Boutin, photographe plasticienne et essayiste française.
- 12 mars : Abdoulaye Barry, photographe tchadien, lauréat en 2009 du prix des Rencontres africaines de la photographie.
- 19 mai : Danish Siddiqui, photojournaliste indien, lauréat en 2018 du prix Pulitzer de la photographie de reportage, tué lors d'un reportage en Afghanistan le 16 juillet 2021.
- 15 juin : Clémentine Mélois, photographe et artiste plasticienne française.
- 19 septembre : Fatoumata Diabaté, photographe malienne.
- 27 septembre : 
  - Raphaël Dallaporta, photographe français, lauréat en 2019 du Prix Niépce ;
  - Tuul Morandi, journaliste et photographe franco-mongole.

- Date précise inconnue ou non renseignée :
  - Oleñka Carrasco, photographe vénézuélienne active à Paris.
  - Omar Victor Diop, photographe portraitiste sénégalais.
  - Bénédicte Kurzen, photographe et photojournaliste française.
  - Cláudia Varejão, documentariste et photographe portugaise.

## Décès
- 18 janvier : Cecil Beaton, photographe de mode et de portrait britannique, né le 14 janvier 1904.
- 21 février : Carol Jerrems, photographe australienne, né le 14 mars 1949.
- 6 mars : Kasimir Zgorecki, photographe polonais, né le 1er juin 1904.
- 13 mai : Otto Umbehr, photographe et photojournaliste allemand, né le 18 janvier 1902.
- 16 mai : Izis (Israëlis Bidermanas), photographe français d'origine lituanienne, né le 17 janvier 1911.
- 18 mai (mort lors d'un reportage sur l'éruption du mont Saint Helens) : Reid Blackburn, photojournaliste américain, né le 11 août 1952.
- 3 juin : Preston Holder, archéologue et photographe américain, membre du groupe f/64, né le 10 septembre 1907.
- 28 juin : Václav Jírů, photographe tchécoslovaque, né le 31 juillet 1910.
- 7 septembre : José Ortiz Echagüe, ingénieur militaire, aviateur et photographe espagnol, né le 2 août 1986.
- 30 novembre : Max Alpert, photographe et photojournaliste soviétique, né le 18 mars 1899.
- 16 décembre : Anatol Josepho, photographe russe naturalisé américain, inventeur des cabines photographiques qu'il a appelé « photomaton », né le 31 mars 1894.

- Date précise inconnue ou non renseignée :
  - Antonio Arissa, photographe pictorialiste espagnol, né en 1900.
  - Georgina Masson, photographe et autrice britannique, née le 23 mars 1912.

## Célébrations
Centenaire de naissance
- Carl Van Vechten
- Waldemar Deonna
- Leone Nani
- Juan Mora Insa
- Francis Browne
- Paul Haviland
- Johann Schwarzer
- Jeanne Bertrand
- Paul Castelnau
- Avgust Berthold
- Lejaren Hiller Sr.
- Walter Bondy
- Raphaël Binet
- Eugène Würgler

Centenaire de décès
- Franziska Möllinger
- Pierre Moulin du Coudray de La Blanchère
- Charles Nègre
- Mungo Ponton
- Charles Reutlinger
- José Spreafico
- Constance Fox Talbot